# Classensgade
Classensgade er en gade på Indre Østerbro i København, der strækker sig over ca. 800 m fra Østerbrogade i vest til Østbanegade i øst.
Gaden er opkaldt efter generalmajor Johan Frederik Classen (1725 – 1792). Han var sin samtids førende industrimand, storgodsejer og kendt for sit kanonstøberi i Frederiksværk. Han anlagde en fajancefabrik på Østerbro. Da den lukkede, beholdt han en del grundarealer på Østerbro. Efter hans død indgik de i Det Classenske Fideikommis. Et fideikommis er en formue, dvs. gods eller kapital, som ved testamentarisk bestemmelse båndlægges til fx oprettelse af en stiftelse, så ikke formuen, men den årlige rente må bruges.
Gaden blev officielt navngivet Classensvej i 1860 og ændret til Classensgade i 1889. Det vestligste stykke mellem Kastelsvej og Lille Triangel hed helt frem til 1889 Kastelsvej og var nordindgang til Kastellet. Gaden danner i dag den administrative grænse mellem bydelen Østerbro og bydelen Indre By.
Classensgade var oprindeligt adgangsvej til Justineborg, opkaldt efter hustruen til Peter Hersleb Classen den ældre, der var bror til Johan Frederik. En del af gaden er opført på Københavns gamle demarkationsterræn. Det var en del af Københavns befæstning, men blev i 1852 frigivet til bebyggelse.
Bygningerne i den østlige ende af gaden er ensartede; stort set ingen butikker og med boliger i mursten i fem etager. I den vestlige ende er bygningerne mere farvemættede og rigt udsmykkede, og der er mange butikker. Arkitekturmæssigt ligner gaden Berlin. Alle bebyggelser i gaden har høj eller middel bevaringsværdi. Bebyggelsen i fem etager har stort set den samme højde på hele strækningen. Husene er overvejende opført i 1890'erne.
Buslinje 37 kører gennem gaden.
Christian 10.s daglige ridetur gik ofte gennem Classensgade.

## Classens Have
I dag hedder det område, der er omkranset af KABs boligkompleks fra 1920'erne nummer 52-68 i Classensgade, Classens Have. Det er en tilsnigelse, da Classens Have udgjorde området mellem Classensgade og Rosenvænget.
I den monumentale port ud til Classensgade (ud for Fiskedamsgade) ses en stenplade med indskriften ”Ved Classens Have Datterselskab Af Københavns Almindelige Boligselskab Opført År 1924-25”.
Midt i den nuværende Classens Have står der en stenobelisk på 4,5 m med portræt i profil af generalmajor Johan Frederik Classen, som var stifter af Det Classenske Fideikommis. På stenen står ”Virksom i alle grene af dansk gerning gav han frugten af sit værk til at danne nyttige mennesker til statens bedste”. Obelisken blev rejst i 1942.
Ud mod Arendalsgade står en mindre obelisk af sten på ca. 3 meter. Den er rejst i 150-året for oprettelsen af kongens Livjægerkorps i 1801, den 25. marts 1951. Stenen hedder ”Kongens Livjæger” og er lavet af Kai Weischer. Stenen nævner det frivillige forsvar i 1801 og 1807 (udfaldet i Classens Have 31. august 1807), mindes også Treårskrigen, krigen 1864 og 1. og 2. verdenskrig.
Udfaldet mod Classens Have i 1807, der havde sit mål i haven nord for den nuværende Classensgade, var anført af det kongelige livjægerkorps. Historien lever videre i gadenavnene i nabolaget Livjægergade og Holsteinsgade, der er opkaldt efter livjægerkorpsets første chef. Også de nærliggende gader Willemoesgade og Steen Billes Gade har navne, der minder om personer fra Englænderkrigene 1807-14.
Hvor den nuværende Classens Have ligger, lå der omkring århundredeskiftet kolonihaver. Da man i 1920'erne fjernede dem og gravede fundamentet til KAB's kompleks ud, stødte man på en del skeletter – angiveligt i tusindtal. Nogle opfattede dem som kirkegård for dræbte briter, men da deres tab var meget små, er der snarere tale om resterne af den pestkirkegård, der blev lagt her, da København blev ramt af den asiatiske byldepest i 1711. Et fotografi på Københavns Bymuseum viser rester af kister og skeletter foran ejendommen Classensgade 55-57.
I dag er der mange gamle beskyttelsesrum under jorden i Classens Have. Over jorden er der små bakkepartier, bænke, træer, pensionister, fugle, gamle træer, legeplads og basketballbane. Man kan være heldig at finde årets første erantis her.
Den egentlige Classens Have har båret sit navn siden Classens tid, dvs. i 1700-tallet. Han havde erhvervet sig hele området, hvorpå der endnu lå rester af kongelige fiskedamme fra 1600-tallet. Det var et idyllisk og naturromantisk område. Han fik området indrettet med små kanaler og en lille ø med et palæ, som han kaldte Justinenborg efter sin hustru.

## Nævneværdige bygninger i gaden
- Nr. 4-8: Ferskenfarvet, ekstremt rigt udsmykket bygning med markante indgangsdøre, med wieneragtig ornamentik, søjler og løver. I 50'erne lå der bl.a. en elektronikhandler, en cyklehandler og en kakkelovnsrenser i kælderetagerne. Omkring århundredskiftet lå her bl.a. to fiskehandlere, en papirhandler og en fodtøjsreperatør.
- Nr. 11: I gården bag huset 11A ligger rester af den gamle gård, Gammel Øbrogaard eller Vennero, der er Østerbros ældste bevarede bygning, idet den stammer fra starten af 1800-tallet. Bygningen er foreslået fredet. Tidligere har stedet rummet et landsted med villa og tilhørende stalde. Her boede forfatteren Amalie Skram fra 1883-1905.
- Nr. 14: Her lå indtil 2007 forretningen Nostalgoteket, hvor man kunne få gamle varer, emaljeskilte, samlemærker og effekter fra besættelsen mm.
- Nr. 15: Opført 1878. Huset har en smuk facadeinddeling med historicistiske og nyklassicistiske træk.
- Nr. 17A-B: Privat område med lille have med tårne og klokketårn og ur, kaldet ”Classensgaard” (1909). Der hænger flere meget gamle charmerende gadelygter. Ligger hvor Kastelsvej løber ud i gaden. Fint eksempel på en ”cul-de-sac” eller blindgade, som der findes flere af i kvarteret.
- Nr. 27-29: Stor, sart gul bygning ved navn Store Classenshus
- Nr. 34: Her boede maleren Edvard Weie i en kort, men produktiv periode omkring 1932
- Nr. 38: Gammel tobaksforretning, med rester af facadeskilte, bl.a.: ”Cigarer, cigaretter og tobakker”. Samme bygning: Emaljerede udsmykning af vædder og ko. Her lå i 1950'erne cigarhandler Wardil. Omkring århundredskiftet lå her Østerbros Kolonialmagasin, inkl. cigarhandlen P. Andersen.
- Nr. 40, 3. sal: Victor Borge blev født her 3. januar 1909.[4] Facaden er udsmykket med en marmorplade med sort tekst og et lille portræt og et berømt citat fra ham: ”Den korteste vej mellem to mennesker er smilet Når vi smiler bliver livet lettere”. I vejviseren fra 1907 findes komikerens far ”kgl. Kapelmus. Rosenbaum”
- Nr. 44: Er en murstensbygning i glaserede, røde mursten opført 1862. Den fortsætter ned ad Lipkesgade og er Høkerforeningens Hus.
- Nr. 52-68: Classens Have er et fredet nyklassicistisk boligkompleks fra 1922-24 tegnet af Povl Baumann, Peter Nielsen og Ole Falkentorp efter projekt af Hans Koch og Carl Petersen.
- Nr. 59-65: Nyklassicistisk ejendom fra 1930 tegnet af Henning Hansen. I nr. 65 boede den amerikanske forfatter Christopher Isherwood i 1930'erne, til han måtte flygte fra nazisterne i Tyskland.[bør uddybes] Han er særligt kendt for sin levende beskrivelse af det berlinske forlystelsesliv i Weimarrepublikken (i 1972 dramatiseret i filmmusicalen Cabaret). Han syntes, at København var dødkedelig og rejste hurtigt videre.

- Nr. 70: Opført 1931 af arkitekt Thorkild Henningsen er et fint eksempel på overgangsstilen mellem nyklassicisme og funktionalisme.